# Sangria

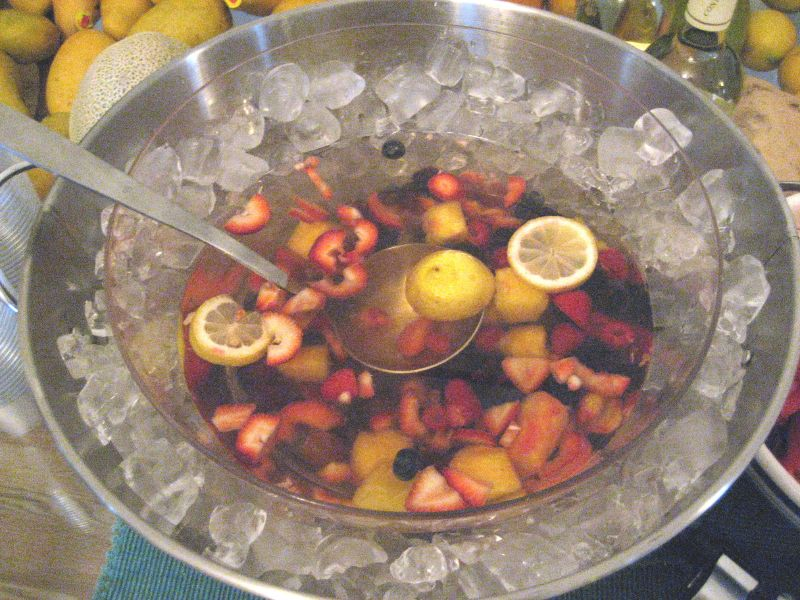
Sangria

Sangria (în spaniolă Sangría) este o băutură alcoolică răcoritoare pe bază de vin, ușor de preparat, de origine spaniolă și portugheză, foarte populară însă și în alte țării vorbitoare de spaniolă ca Uruguay și Argentina. Mai conține fructe, apă carbogazoasă, îndulcitor, coniac sau alte băuturi, precum vermut sau lichior. Sangria nu este un cocktail, ea preparându-se în boluri și nu în mixere, apoi trebuie refrigerată, deosebindu-se de cocktail și prin faptul că se prepară în intimitatea bucătăriei, nu în baruri cu public. Este considerată o băutură de masă pentru a fi consumată acasă la gustări sau cină și nu în restaurante cu etichetă.

## Origine
Peninsula Iberică este locul de naștere al sangriei, ea consumându-se în Spania și Portugalia încă de la începutul secolului al XIX-lea, dar trebuie acceptată ca origine alternativă și varianta care indică Insulele Antile din perioada colonizării britanice. Ea s-a răspândit odată cu colonizarea spaniolă și în America de Sud.

## Ingrediente
Baza pentru sangria este vinul, în special roșu, spre a duce la conotația din denumire „sangre” însemnând sânge, dar este des întâlnită și sangria pe bază de vin alb. Vinul este, de obicei, sec, ieftin, tânăr, ușor și cu aciditate crescută, în sortimente diverse: Cabernet Sauvignon, Merlot, Rioja, Zinfandel, Shiraz sau sortimente franțuzești ca Gamay ori Beaujolais, uneori italiene precum Dolcetto, Bardolino, Freisa, Lambrusco etc. În ceea ce privește fructele, posibilitățile sunt aproape nelimitate. Se folosesc,în special, citrice: felii de portocale, lămâi, lime, dar și mere, pere, pepene galben, căpșuni, ananas, struguri, mango etc. Ca îndulcitor se folosesc zahărul, mierea, diverse siropuri sau suc de portocale. Un alt ingredient este apa foarte acidulată sau Sprite, 7-up care țin loc și de îndulcitor. Uneori se adaugă coniac, vermut sau lichior. Se poate condimenta cu baton de scorțișoară.

## Mod de preparare
Ingredientele și proporțiile dintre acestea sunt limitate doar de imaginația celui care le prepară. O rețetă pentru sangria poate fi următoarea. Într-un bol se pun 750 ml de vin (din varietățile enumerate mai sus sau altele), se storc o lămâie și o portocală, se adaugă felii de măr, de pară, de ananas, câteva boabe de strugure, atât alb, cât și roșu și o lingură de zahăr. Singura dificultate în prepararea sangriei este timpul destul de lung care trebuie oferit fructelor să își lase sucul, între 3 și 24 de ore. În acest timp amestecul trebuie ținut în frigider pentru a nu permite fructelor și zahărului să fermenteze. Altfel nemacerate fructele nu ar avea decât un rol decorativ. Este, de asemenea important, ca pe timpul macerării, fructele să nu intre în contact cu aerul pentru a nu oxida. După scoaterea din frigider se adaugă 250 ml de apă minerală carbogazoasă, 30 ml de brandy sau 50 ml de vermut. În alte variante, pentru a face o sangria mai exotică se pot adăuga căpșuni tăiate, piersici, kiwi sau fructe de pădure, împreuna cu rom sau gin, bere de ghimbir și să se folosească ca îndulcitor miere. De asemenea, se poate înlocui apa carbogazoasă cu suc carbogazos de lămâie, Sprite sau 7-up.

## Prezentare și servire

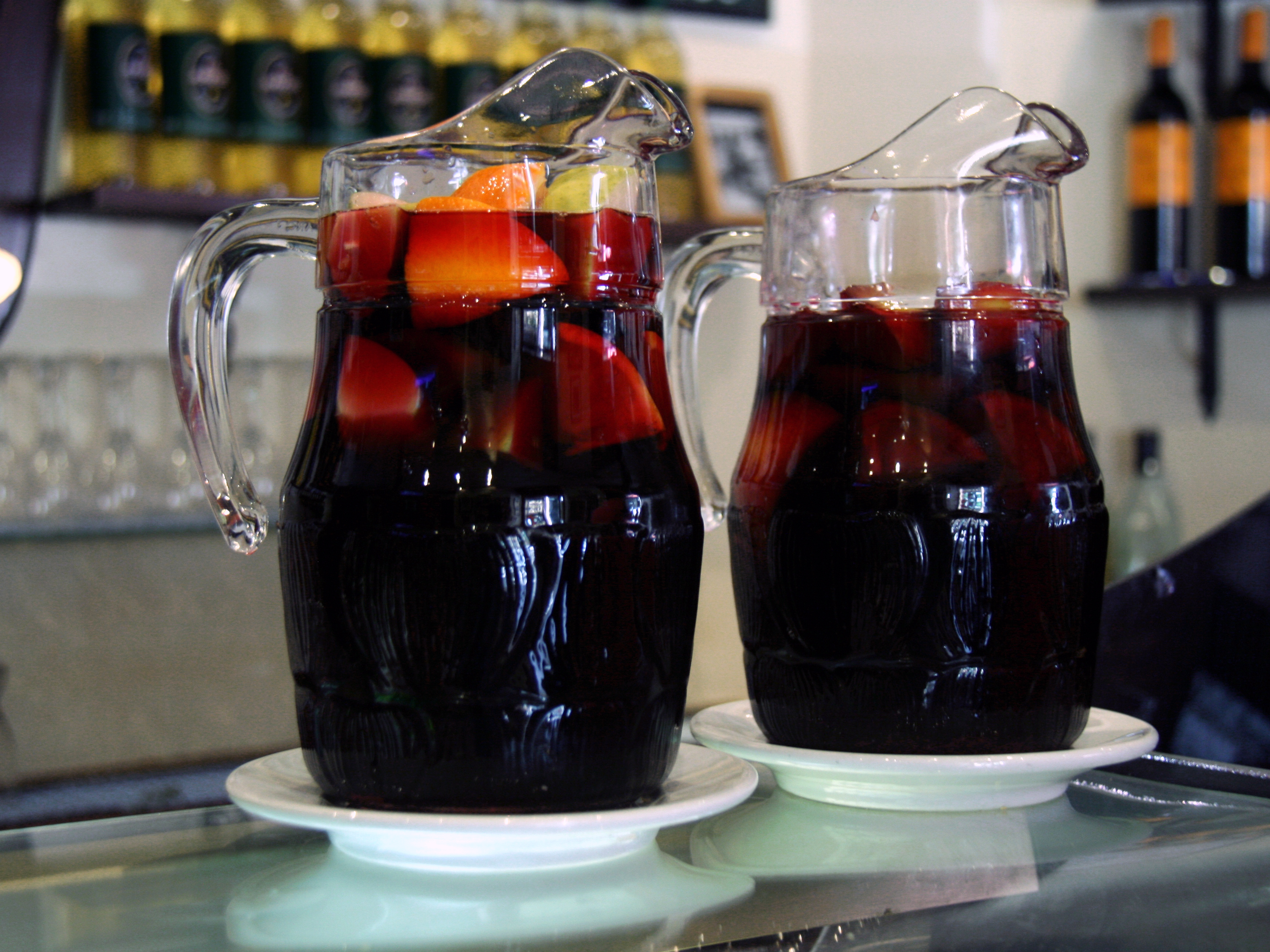
Sangria la carafă

Se prezintă într-o carafă transparentă pentru ca fructele, care au și un rol decorativ, să fie văzute. Carafa poate fi prevăzută cu un capac cu sită pentru a nu permite fructelor să se scurgă în pahar odată cu lichidul sau se poate folosi o spatulă sau o lingură cu care să fie reținute fructele. Se servește cu gheață din belșug. Se servește din carafe transparente de cel puțin jumătate de litru sau chiar mai mari, în intimitatea familiei sau în localuri populare la cină. Sangria este și băutura „fiestelor” latino. În unele regiuni mai este cunoscută și sub denumirea de zurracapote sau zurra.